# Isaquias Queiroz
Isaquias Queiroz dos Santos (Ubaitaba, 3 de enero de 1994) es un deportista brasileño que compite en piragüismo en la modalidad de aguas tranquilas.
Participó en tres Juegos Olímpicos de Verano entre los años 2016 y 2024, obteniendo cinco medallas: dos de plata y una de bronce en Río de Janeiro 2016, una de oro en Tokio 2020 y una de plata en París 2024. En los Juegos Panamericanos consiguió cinco medallas entre los años 2015 y 2023.
Ganó catorce medallas en el Campeonato Mundial de Piragüismo entre los años 2013 y 2022.

## Palmarés internacional
| Juegos Olímpicos     | Juegos Olímpicos            | Juegos Olímpicos  | Juegos Olímpicos |
| Año                  | Lugar                       | Medalla           | Competición      |
| -------------------- | --------------------------- | ----------------- | ---------------- |
| 2016                 | Río de Janeiro (Brasil)     | Medalla de plata  | C1 1000 m        |
| 2016                 | Río de Janeiro (Brasil)     | Medalla de plata  | C2 1000 m        |
| 2016                 | Río de Janeiro (Brasil)     | Medalla de bronce | C1 200 m         |
| 2020                 | Tokio (Japón)               | Medalla de oro    | C1 1000 m        |
| 2024                 | París (Francia)             | Medalla de plata  | C1 1000 m        |
| Campeonato Mundial   |                             |                   |                  |
| Año                  | Lugar                       | Medalla           | Competición      |
| 2013                 | Duisburgo (Alemania)        | Medalla de oro    | C1 500 m         |
| 2013                 | Duisburgo (Alemania)        | Medalla de bronce | C1 1000 m        |
| 2014                 | Moscú (Rusia)               | Medalla de oro    | C1 500 m         |
| 2014                 | Moscú (Rusia)               | Medalla de bronce | C2 200 m         |
| 2015                 | Milán (Italia)              | Medalla de oro    | C2 1000 m        |
| 2015                 | Milán (Italia)              | Medalla de bronce | C1 200 m         |
| 2017                 | Račice (República Checa)    | Medalla de bronce | C1 1000 m        |
| 2018                 | Montemor-o-Velho (Portugal) | Medalla de oro    | C1 500 m         |
| 2018                 | Montemor-o-Velho (Portugal) | Medalla de oro    | C2 500 m         |
| 2018                 | Montemor-o-Velho (Portugal) | Medalla de bronce | C1 1000 m        |
| 2019                 | Szeged (Hungría)            | Medalla de oro    | C1 1000 m        |
| 2019                 | Szeged (Hungría)            | Medalla de bronce | C2 1000 m        |
| 2022                 | Halifax (Canadá)            | Medalla de oro    | C1 500 m         |
| 2022                 | Halifax (Canadá)            | Medalla de plata  | C1 1000 m        |
| Juegos Panamericanos |                             |                   |                  |
| Año                  | Lugar                       | Medalla           | Competición      |
| 2015                 | Toronto (Canadá)            | Medalla de oro    | C1 200 m         |
| 2015                 | Toronto (Canadá)            | Medalla de oro    | C1 1000 m        |
| 2015                 | Toronto (Canadá)            | Medalla de plata  | C2 1000 m        |
| 2019                 | Lima (Perú)                 | Medalla de oro    | C1 1000 m        |
| 2023                 | Santiago (Chile)            | Medalla de plata  | C1 1000 m        |